# Tommaso Marcon
Tommaso Marcon (* 26. Dezember 1999 in Cittadella) ist ein italienischer Motorradrennfahrer. Er ist 180 cm groß.

## Karriere
2018 und 2019 fuhr Marcon als Ersatzfahrer beim Großen Preis von Valencia in der Moto2-Kategorie.
2020 nahm der Norditaliener am MotoE World Cup teil.

## Statistik in der Motorrad-Weltmeisterschaft
| Saison | Klasse | Team                       | Motorrad  | Rennen | Siege | Zweiter | Dritter | Poles | Schn. Runden | Punkte | Ergebnis |
| ------ | ------ | -------------------------- | --------- | ------ | ----- | ------- | ------- | ----- | ------------ | ------ | -------- |
| 2018   | Moto2  | Lightech - Speed Up Racing | Speed Up  | 1      | –     | –       | –       | –     | –            | 0      | –        |
| 2019   | Moto2  | NTS RW Racing GP           | NTS       | 1      | –     | –       | –       | –     | –            | 0      | 40.      |
| 2020   | MotoE  | Tech 3 E-Racing            | Energica  | 7      | –     | –       | –       | –     | –            | 33     | 16.      |
| 2021   | Moto2  | MV Agusta Forward Racing   | MV Agusta | 4      | –     | –       | –       | –     | –            | 0      | 35.      |
| 2021   | Moto2  | NTS RW Racing GP           | NTS       | 1      | –     | –       | –       | –     | –            | 0      | 35.      |
| Gesamt | Gesamt | Gesamt                     | Gesamt    | 14     | 0     | 0       | 0       | 0     | 0            | 33     |          |